# Elatostema caudiculatum
Elatostema caudiculatum är en nässelväxtart som beskrevs av Wen Tsai Wang. Elatostema caudiculatum ingår i släktet Elatostema och familjen nässelväxter. Inga underarter finns listade i Catalogue of Life.